# Estação Hsinchu
Hsinchu (chinês: 新竹, pinyin: Xīnzhú, Wade–Giles: Hsin¹-chu²) é uma estação ferroviária no condado de Hsinchu, Taiwan, que é servida pela ferrovia de alta velocidade de Taiwan. A estação abriu em 2007 e foi projetada pelo arquiteto taiwanês Kris Yao.
A recentemente aberta linha Liujia (um ramal de 12 km da linha Neiwan), da Taiwan Railway Administration (TRA), conecta a estação da ferrovia de alta velocidade com a estação homônima na TRA. A linha Liujia foi aberta à operação em 11 de novembro de 2011.
A estação foi projetada por Kris Yao e construída pela Daiho Corporation. A construção começou em julho de 2002 e foi concluída em outubro de 2006, tendo uma área construída de 10.451 m2 e uma área de piso de 20.360 m2.

## Galeria

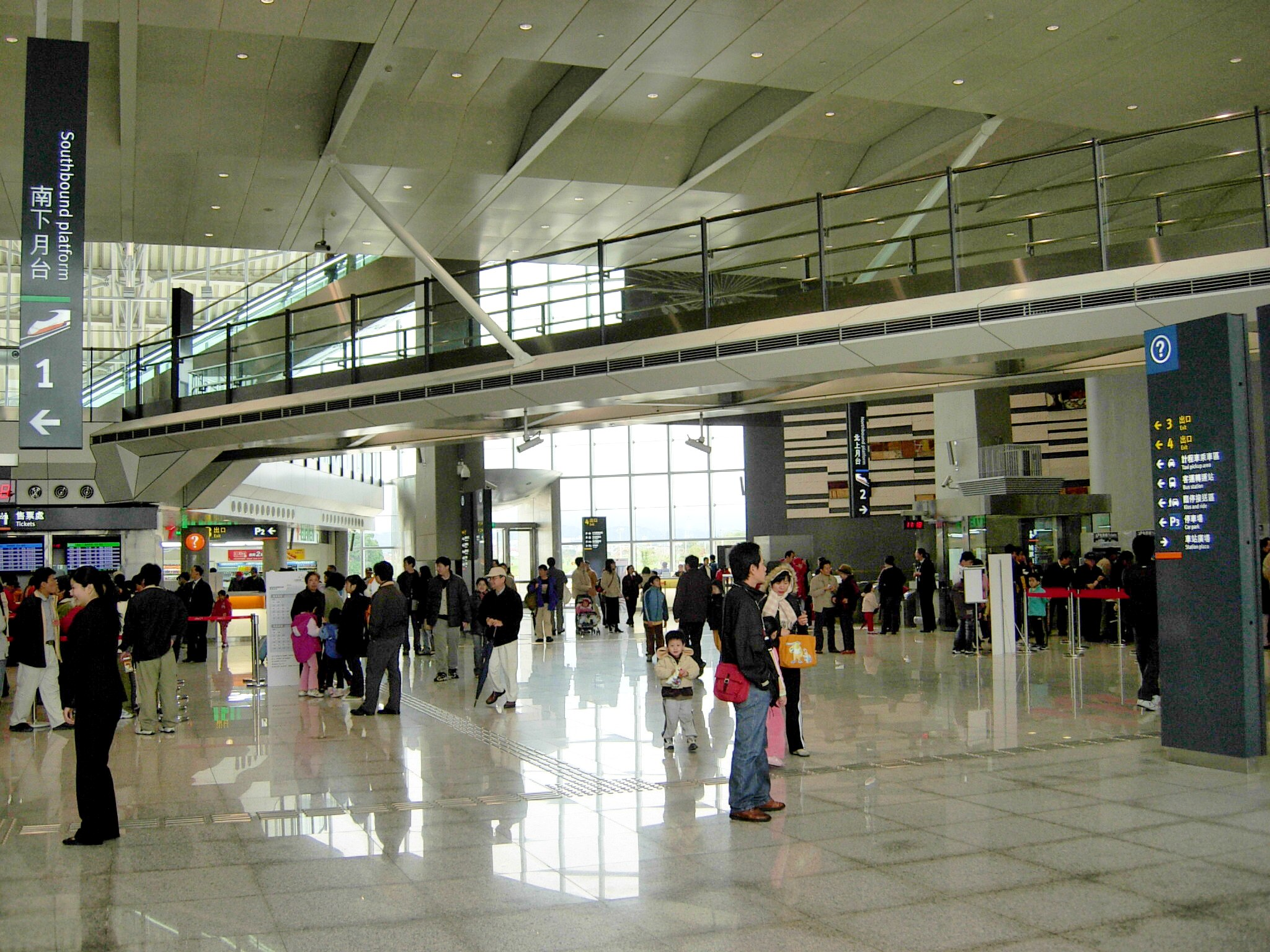
Saguão da estação
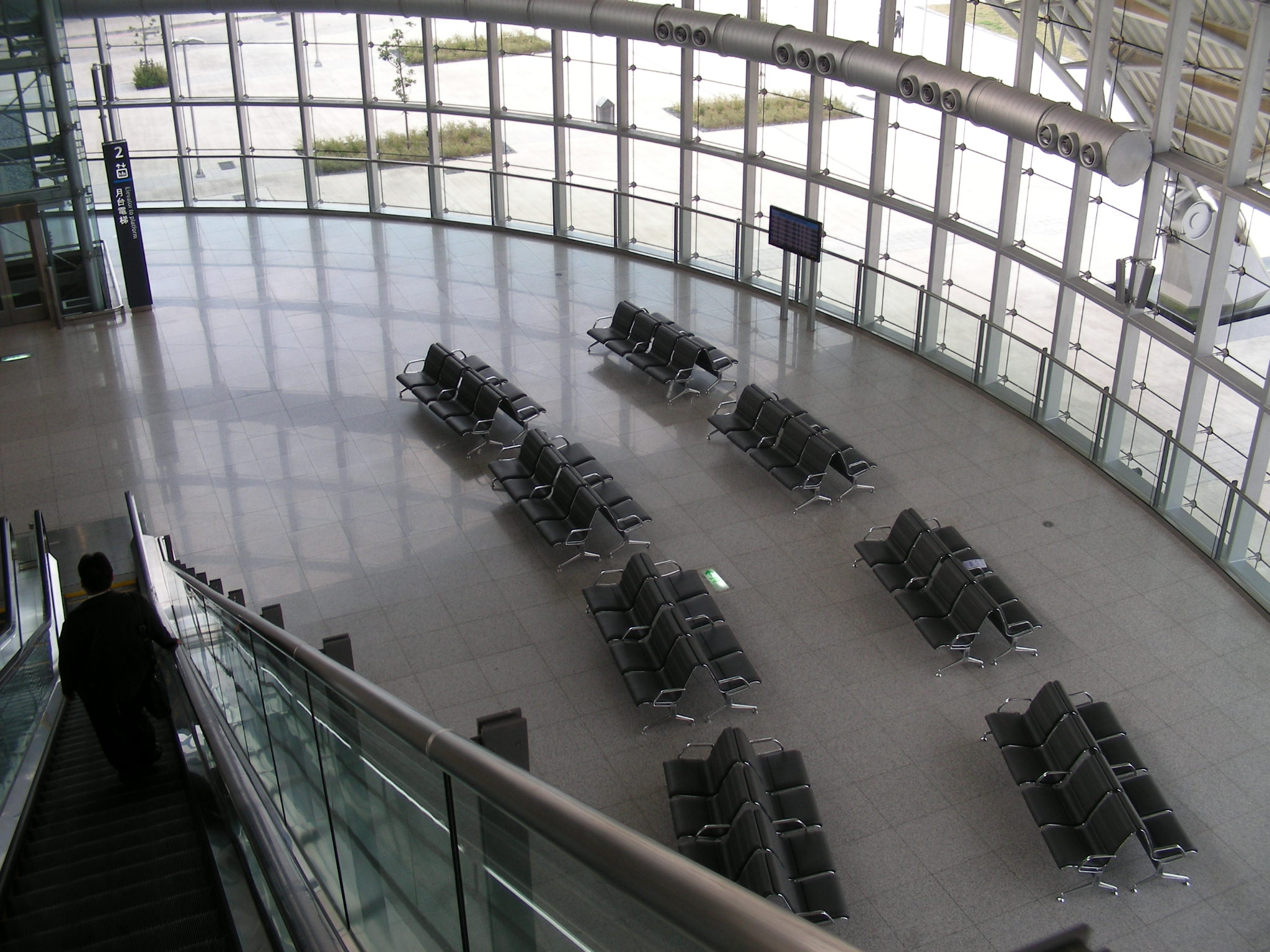
Área de espera